# Barreur

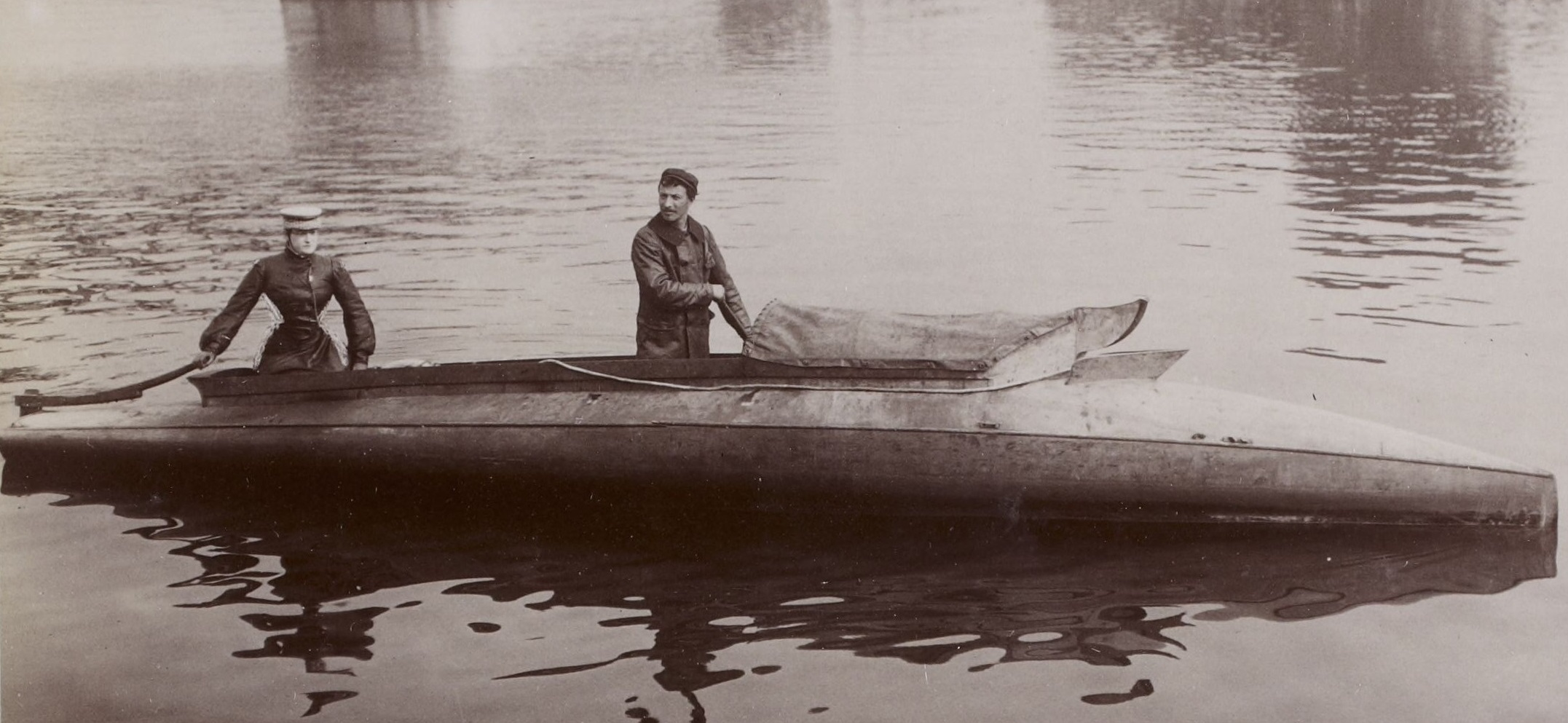
Camille du Gast, barreur du Marsouin à moteur (1904).

Sur un bateau de plaisance, le barreur est le membre de l'équipage qui tient la barre, c’est-à-dire qui maintient le bateau dans la direction souhaitée. La barre peut être franche, agissant directement sur le safran, ou à roue, reliée au safran par l'intermédiaire de drosses. La barre franche peut être prolongée par un stick.
Le barreur suit les instructions du navigateur qui lui a fourni un cap à tenir. Il doit agir sur la barre pour éviter les obstacles (casiers, bouées, navires), et compenser l'effet des vagues, de l'hélice (marche au moteur) et des voiles (marche sous voile) qui ont tendance à faire dévier le bateau de la direction voulue. Sur un voilier léger le barreur se dirige à vue, en observant les voiles, le comportement du bateau et les effets du vent sur l'eau.
Sur un grand navire, ce rôle est tenu par le timonier.

## Technique
Barrer ne se limite pas à mettre le bateau sur le bon cap, cela implique aussi de s’adapter à la mer car les vagues modifient l’orientation du bateau dans les trois dimensions. Ainsi, un bateau au près qui escalade une vague prend de la gîte, il s’incline vers l’avant quand il franchit la crête de la vague, etc. Pour compenser ces effets, au près, le barreur peut lofer lors de la montée et abattre lors de la descente.